# Australomimetus diabolicus
Australomimetus diabolicus là một loài nhện trong họ Mimetidae.
Loài này thuộc chi Australomimetus. Australomimetus diabolicus được miêu tả năm 2009 bởi Harms & Harvey.